# Octolasmis lowei
Octolasmis lowei är en kräftdjursart som först beskrevs av Darwin 1852.  Octolasmis lowei ingår i släktet Octolasmis och familjen Poecilasmatidae. Inga underarter finns listade i Catalogue of Life.